# NGC 10
NGC 10 ist eine Balken-Spiralgalaxie vom Hubble-Typ SBbc mit ausgedehnten Sternentstehungsgebieten im  Sternbild Bildhauer am Südsternhimmel. Sie ist etwa 304 Millionen Lichtjahre von uns entfernt und hat einen Durchmesser von ungefähr 215.000 Lichtjahren.
Im Jahr 2011 wurde in dieser Galaxie eine Supernova beobachtet, die als SN 2011jo katalogisiert ist.
Das Objekt wurde am 25. September 1834 vom britischen Astronomen John Herschel entdeckt.